# Eugoa inconspicua
Eugoa inconspicua är en fjärilsart som beskrevs av Walker 1863. Eugoa inconspicua ingår i släktet Eugoa och familjen björnspinnare. Inga underarter finns listade i Catalogue of Life.